# Dopolavoro Aziendale Marzotto 1939-1940
Questa voce raccoglie le informazioni riguardanti il Dopolavoro Aziendale Marzotto nelle competizioni ufficiali della stagione 1939-1940.

## Rosa
| N. |                   | Ruolo | Calciatore          |
| -- | ----------------- | ----- | ------------------- |
|    | Italia (bandiera) | C     | Bruno Anzolin       |
|    | Italia (bandiera) | D     | Luciano Bottazzi    |
|    | Italia (bandiera) | C     | Radames Buzzi       |
|    | Italia (bandiera) | A     | Leonardo Corponi    |
|    | Italia (bandiera) | A     | Ferdinando Cozzarin |
|    | Italia (bandiera) | A     | P. Crepaldi         |
|    | Italia (bandiera) | C     | Gaetano Dal Conte   |
|    | Italia (bandiera) | D     | Elio Desinan        |
|    | Italia (bandiera) | C     | Giovanni Faggion    |
|    | Italia (bandiera) | C     | Giuseppe Faggion    |
|    | Italia (bandiera) | P     | Umberto Girolami    |
|    | Italia (bandiera) | D     | Livo Marigo         |

| N. |                   | Ruolo | Calciatore            |
| -- | ----------------- | ----- | --------------------- |
|    | Italia (bandiera) | P     | Oreste Martinello     |
|    | Italia (bandiera) | C     | Attilio Mestroni      |
|    | Italia (bandiera) | A     | Antonio Moro          |
|    | Italia (bandiera) | A     | Angelo Oliviero       |
|    | Italia (bandiera) | C     | Plinio Polita         |
|    | Italia (bandiera) | A     | Francesco Sandrin     |
|    | Italia (bandiera) | C     | Alfonso Santagiuliana |
|    | Italia (bandiera) | A     | Pietro Spiazzi        |
|    | Italia (bandiera) | C     | Nicola Stante         |
|    | Italia (bandiera) | A     | Giordano Valentini    |
|    | Italia (bandiera) | A     | Germano Zanca         |